# 신정로 (서울)
신정로(Sinjeong-ro)는 서울특별시 구로구 궁동 작동터널과 양천구 신정동 신트리공원앞 교차로를 잇는 서울특별시의 도로이다.

## 연혁
- 2009년 7월 10일 : 2개 이상 시·도에 걸쳐 있는 도로로 신정로를 고시[1]

## 주요 경유지
서울특별시
- 구로구 궁동 - 양천구 신정동

## 노선
| 이름                       | 접속 노선                          | 소재지        | 소재지        | 비고          |
| 길주로와 직결              | 길주로와 직결                      | 길주로와 직결 | 길주로와 직결 | 길주로와 직결 |
| -------------------------- | ---------------------------------- | ------------- | ------------- | ------------- |
| 작동터널                   |                                    | 서울특별시    | 구로구        |               |
| 궁동삼거리                 | 서울특별시도 제5101호선 (오리로)   | 서울특별시    | 구로구        |               |
| 궁동터널                   |                                    | 서울특별시    | 구로구        | 연장 약 140m  |
| 궁동터널                   | 양천구                             | 서울특별시    |               | 연장 약 140m  |
| 양천공영차고지             | 신정로7길                          | 서울특별시    |               |               |
| 서부트럭터미널 교차로      | 서울특별시도 제42호선 (남부순환로) | 서울특별시    |               |               |
| 한남여객운수 신정동 차고지 |                                    | 서울특별시    |               |               |
| (생태통로)                 |                                    | 서울특별시    | 연장 약 25m   |               |
| 신트리공원앞 교차로        | 서울특별시도 제4214호선 (중앙로)   |               |               |               |
| 목동동로와 직결            |                                    |               |               |               |

## 주요 건물 및 시설
- 신정숲속마을아파트 (서울특별시 양천구 신정로 110)
- 서부트럭터미널 (서울특별시 양천구 신정로 167)
- 신정현대6차아파트 (서울특별시 양천구 신정로 170)
- 금옥중학교, 금옥여자고등학교 (서울특별시 양천구 신정로 213)
- 학마을3단지아파트 (서울특별시 양천구 신정로 225-12)
- 신트리119안전센터 (서울특별시 양천구 신정로 238)
- 신트리4단지아파트 (서울특별시 양천구 신정로 260)
- SH서울주택도시공사 양천권역주거복지센터 (서울특별시 양천구 신정로 267)
- 계남다목적체육관 (서울특별시 양천구 신정로 273-5)
- 신목동2단지아파트 (서울특별시 양천구 신정로 275)
- 신트리3단지아파트 (서울특별시 양천구 신정로 290)
- 신트리1단지아파트 (서울특별시 양천구 신정로 293)
- 신정현대5차아파트 (서울특별시 양천구 신정로 300)
- 한남여객운수 신정동차고지 (서울특별시 양천구 신정로 232)